# Grantessa hispida
Grantessa hispida är en svampdjursart som beskrevs av Arthur Dendy 1892. Grantessa hispida ingår i släktet Grantessa och familjen Heteropiidae.
Artens utbredningsområde är havet kring Australien. Inga underarter finns listade i Catalogue of Life.